# Konoscha
Konoscha (russisch Коноша) ist eine Siedlung städtischen Typs in Nordwestrussland. Sie gehört zur Oblast Archangelsk und hat 12.432 Einwohner (Stand 14. Oktober 2010).

## Geographie
Konoscha liegt im Südwesten der Oblast Archangelsk, gut 400 Kilometer südlich der Oblasthauptstadt Archangelsk. Die nächstgelegene Stadt Welsk, befindet sich etwa 100 km östlich von Konoscha. 
Die Siedlung ist Verwaltungszentrum des gleichnamigen 8459 km² großen Konoschski rajon.

## Geschichte
Konoscha entstand im Jahr 1898 als Eisenbahnstation im Zusammenhang mit dem Eisenbahnbau in Richtung Archangelsk. Der Ort wurde nach dem gleichnamigen Fluss benannt, dessen Name tschudischen Ursprungs ist. 1931 erhielt Konoscha den Status einer Siedlung städtischen Typs und wurde 1935 Zentrum des neu gegründeten Konoschski rajon. Bedingt durch die Stellung Konoschas als Verwaltungszentrum wuchs die Siedlung in den folgenden Jahren schnell. Unter anderem entstanden hier neben Gebäuden der Verwaltung auch eine Poliklinik, ein Kraftwerk sowie zahlreiche neue Wohngebäude. Binnen weniger Jahre wuchs die Bevölkerung Konoschas von 2.400 Einwohnern im Jahr 1935 auf 12.000 Einwohner im Jahr 1940 an. Während des Großen Vaterländischen Krieges wurde durch Konoscha die Petschora-Eisenbahn gebaut, die vor allem als Nachschubweg für die russischen Truppen fungieren sollte. Der Bau der Strecke wurde größtenteils durch Zwangsarbeiter aus dem nahe gelegenen Gulag „NÖRDLICHE DWINA-ITL“ durchgeführt.

### Bevölkerungsentwicklung
Die folgende Übersicht zeigt die Entwicklung der Einwohnerzahlen von Konoscha.

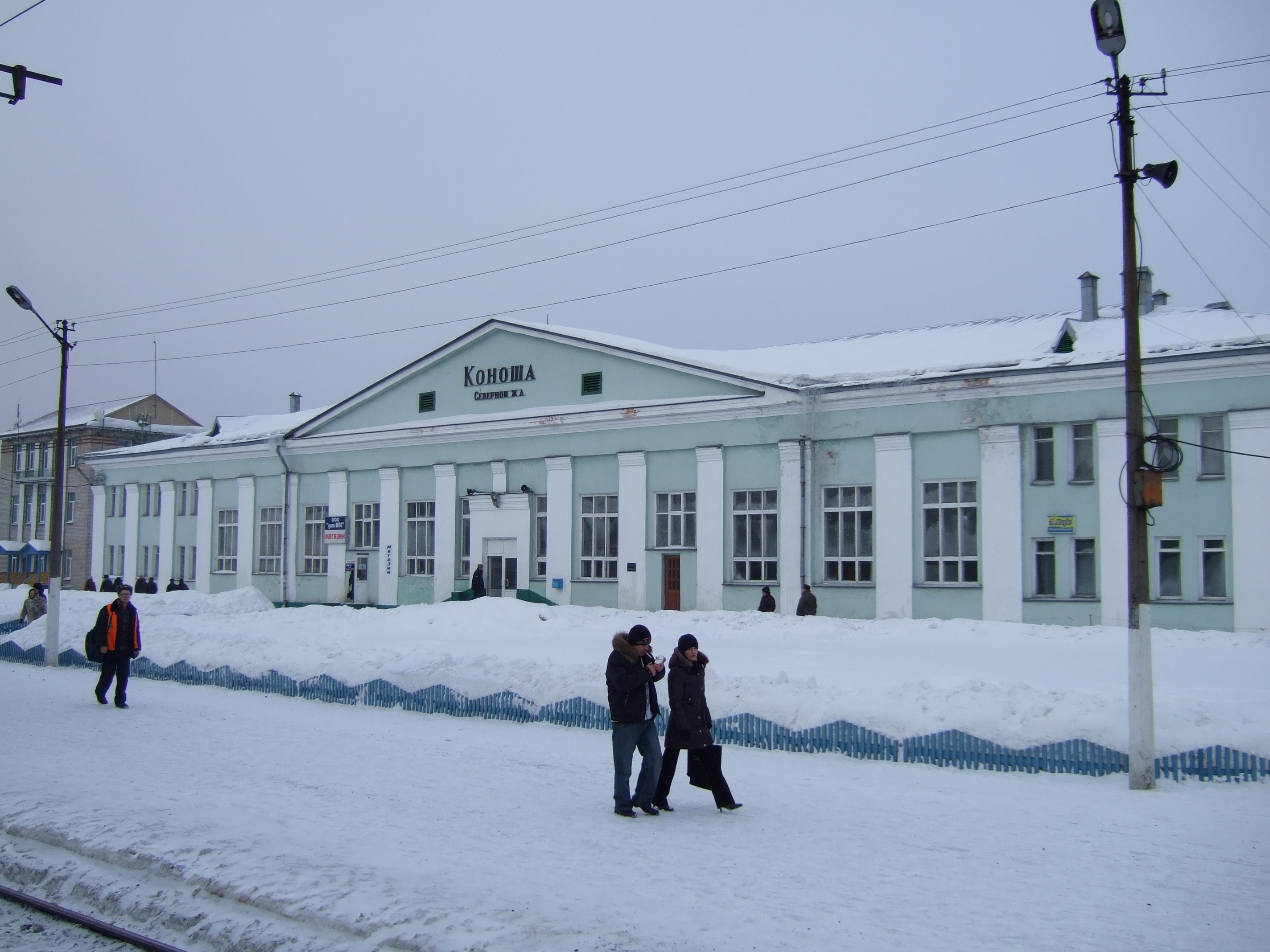
Bahnhof in Konoscha

| Jahr | Einwohner |
| ---- | --------- |
| 1939 | 11.964    |
| 1959 | 13.769    |
| 1970 | 13.312    |
| 1979 | 15.327    |
| 1989 | 17.143    |
| 2002 | 12.873    |
| 2010 | 12.432    |

Anmerkung: Volkszählungsdaten

## Infrastruktur
Konoscha ist ein bedeutender Eisenbahnknotenpunkt. 1898 wurde die Eisenbahnstrecke Jaroslawl–Wologda–Archangelsk durch das Gebiet des heutigen Ortes geführt und eine Station errichtet und am 22. Oktober 1898 der Zugverkehr eröffnet. Die Strecke war zunächst schmalspurig (Kapspur 1067 mm), wurde aber bis zum Ersten Weltkrieg auf russische Breitspur umgebaut. Im Zweiten Weltkrieg wählte man Konoscha als Ausgangspunkt für die Strecke über Kotlas nach Workuta, die sogenannte Petschora-Eisenbahn. Heute hat der Ort zwei größere Bahnstationen, Konoscha I (Streckenkilometer 706 ab Moskau) und Konoscha II im sechs Kilometer nordöstlich gelegenen Ortsteil Konoschoserski.

## Wirtschaft
Die Wirtschaft Konoschas stützt sich größtenteils auf den Eisenbahntransport. Weitere Wirtschaftszweige sind Forstwirtschaftsbetriebe, die Holzindustrie, ein Kraftfahrzeugtransportunternehmen sowie die Nahrungsmittelindustrie.